# Naaldboslangsprietmot
De naaldboslangsprietmot (Nematopogon robertella, synoniem N. pilulella) is een vlinder uit de familie Adelidae, de langsprietmotten. De spanwijdte bedraagt tussen de 14 en 16 millimeter.

## Waardplant
De naaldboslangsprietmot heeft blauwe bosbes als waardplant.

## Voorkomen in Nederland en België
De naaldboslangsprietmot is in Nederland een niet zo algemene en in België een zeldzame en lokale soort. De soort kent één generatie, die vliegt in mei en juni.